# IC 3893
IC 3893 је спирална галаксија у сазвјежђу Ловачки пси која се налази на листи објеката дубоког неба у Индекс каталогу.
Деклинација објекта је + 38° 37' 28" а ректасцензија 12h 55m 7,6s. Привидна величина (магнитуда) објекта IC 3893 износи 15,7 а фотографска магнитуда 16,5.